# 전국자동차노동조합연맹
전국자동차노동조합연맹은 한국노동조합총연맹 산하의 노동자 단체이다. 버스, 택시 등의 자동차를 운전하는 사람들이 결성된 단체이다.

## 설명
전국자동차노동조합연맹은 1963년에 처음으로 생겨난 단체이다. 버스와 택시같은 대중교통을 운전하는 사람들이 모두 모인 단체였으나 현재 일부 택시노동자들은 전국택시운송사업조합연합회란 단체를 따로 만들어 활동하는 중이다. 대한민국에 많은 지부를 두고 있으며 버스, 택시를 비롯한 자동차를 생계 수단으로 삼는 노동자들의 입장을 대변하는 역할을 하는 단체이다. 지부는 서울특별시 서초구 논현로 31길 9에 위치하고 있으며 양재동 자동차노조복지회관이 지부의 역할을 한다.

## 같이 보기
- 한국노동조합총연맹
- 노동자